# Txernoretxenski
Txernoretxenski (en rus: Чернореченский) és un poble (un possiólok) de la República de Komi, a Rússia, segons el cens del 2010 tenia 541 habitants.